# Arrestgebäude (Cuxhaven)

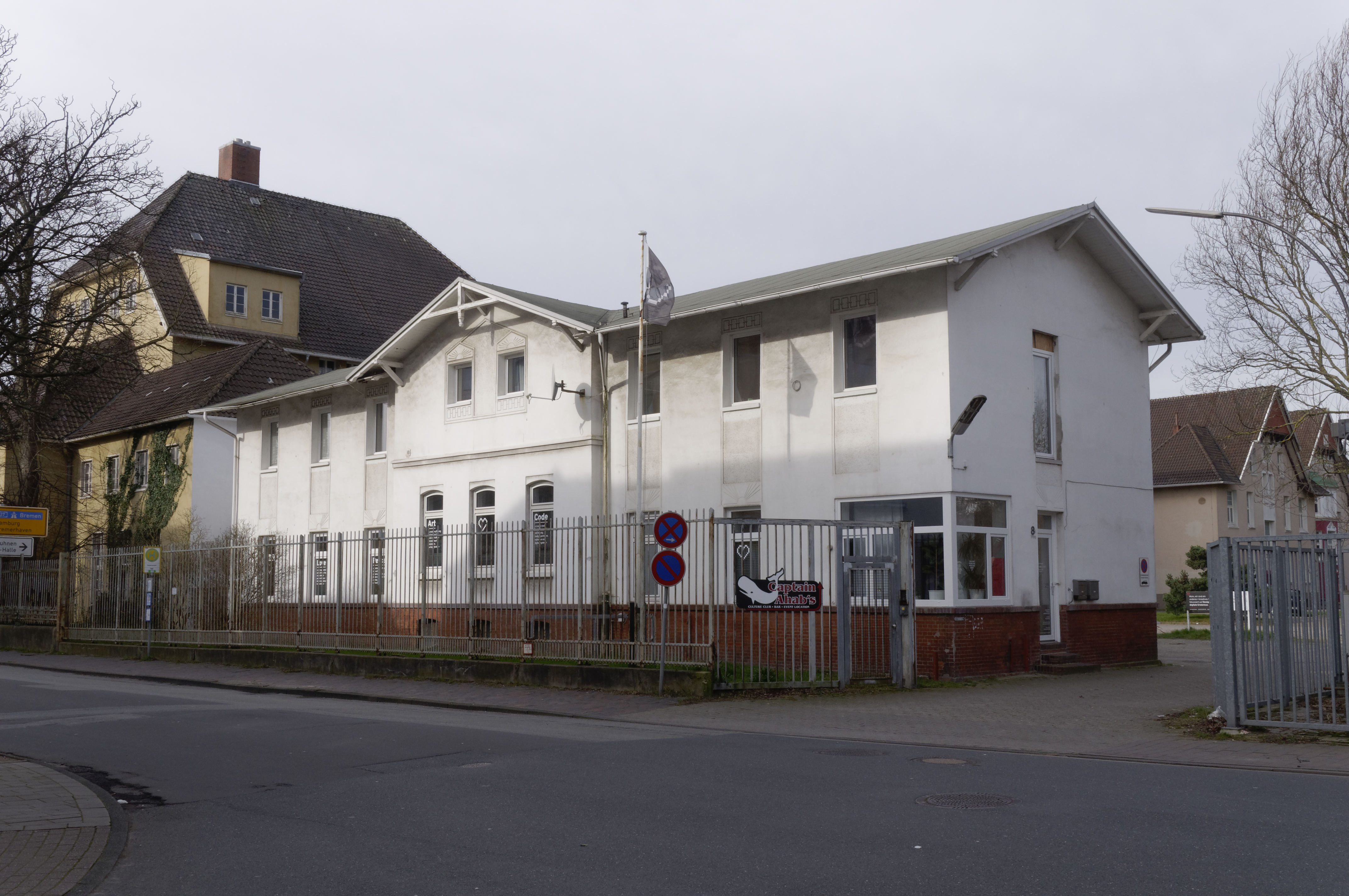
Das Arrestgebäude 2020

Das Arrestgebäude, früher Büchsenmacherei, in Cuxhaven, Kasernenstraße 8, steht unter niedersächsischem Denkmalschutz und ist in der Liste der Baudenkmale in Cuxhaven enthalten.

## Geschichte
1892 wurde beschlossen eine Marinegarnison in Cuxhaven einzurichten. Danach wurden, nach provisorischer Unterbringung in Baracken (Seedeichkaserne bzw. ironisch „Bretterkaserne“), von 1903 bis 1914 die verschiedenen Gebäude der Grimmershörnkaserne in der Grimmershörnbucht für den Marinestützpunkt Cuxhaven gebaut. 
Das zweigeschossige verputzte Gebäude mit einem mittigen Giebelrisalit wurde ursprünglich als Büchsenmacherei errichtet. 1914 wurde es zum Gebäude für den Vollzug von Strafarrest umgebaut. Das Haus wurde auch als Wachgebäude genutzt. 2013 wurde die Vergitterung der Fenster der Arrestzellen entfernt. Früher konnte durch Blenden eine Dunkelhaft erwirkt werden; die Blenden und Blendenhaken waren noch um 2012 vorhanden.